# Llac Siutghiol
Siutghiol (pronunciació en romanès: [ˈSjut.ɡjol]) és una llacuna a la vora del mar Negre, al comtat de Constanța, al nord de la Dobruja (Romania). Té una longitud de 7,5 km i una amplada de 2,5 km; s'estén més de 20 km² i té una profunditat màxima de 18 m.
L'illa Ovidiu és una petita illa situada al costat oest del llac, a 500 m (550 yd) de la ciutat d'Ovidiu. A la banda est del llac hi ha la ciutat turística de Mamaia, situada sobre una franja de terra 8 km (5.0 mi) de longitud i només 300 m (330 yd) d'amplada, entre el mar Negre i el llac Siutghiol.

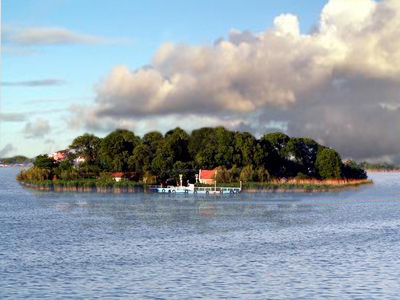
Illa Ovidiu

## Etimologia
El nom del llac prové del turc Sütgöl, que significa "el llac de la llet".